# Pintura acrílica

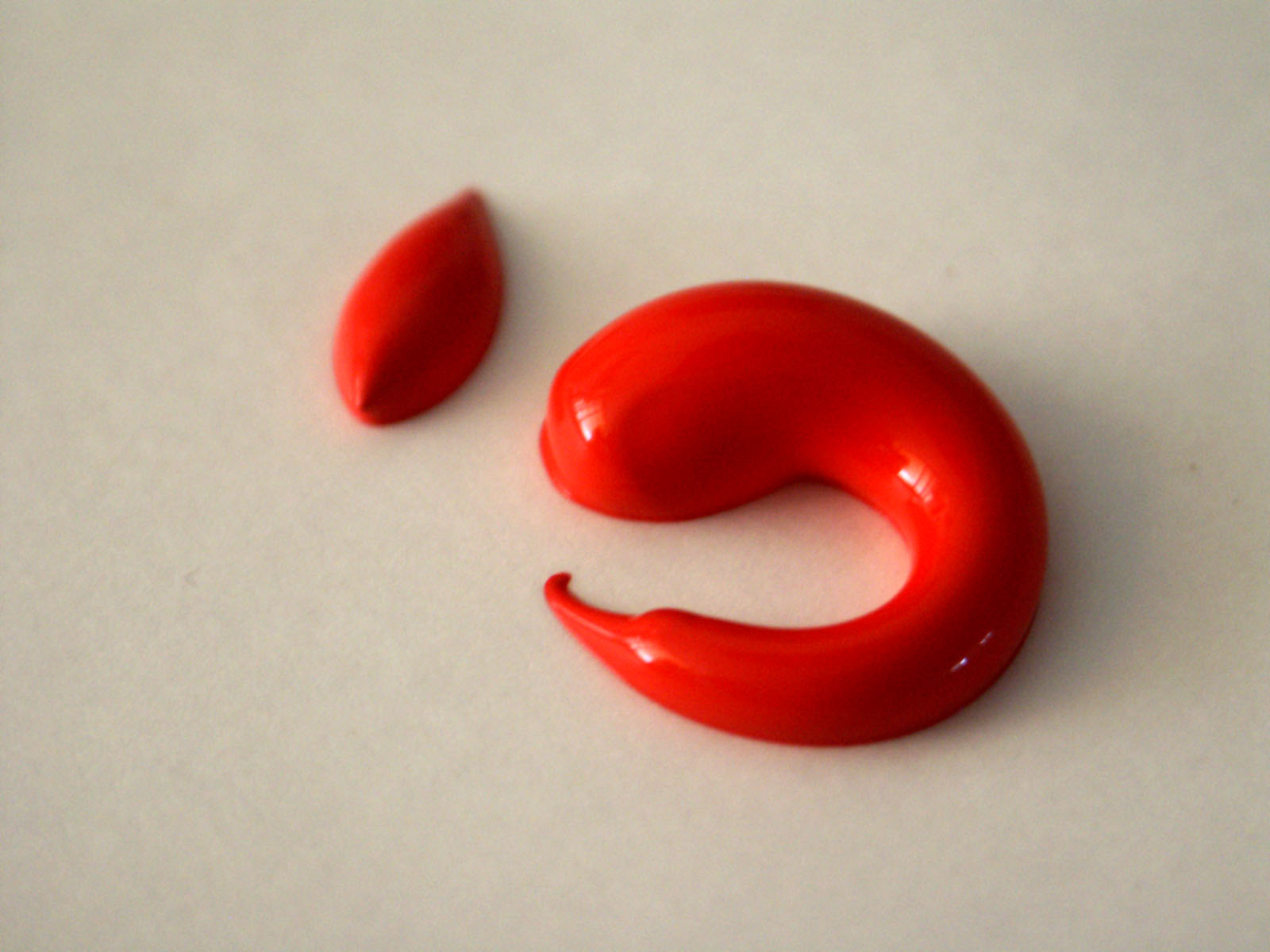
Pintura acrílica de color rojo.

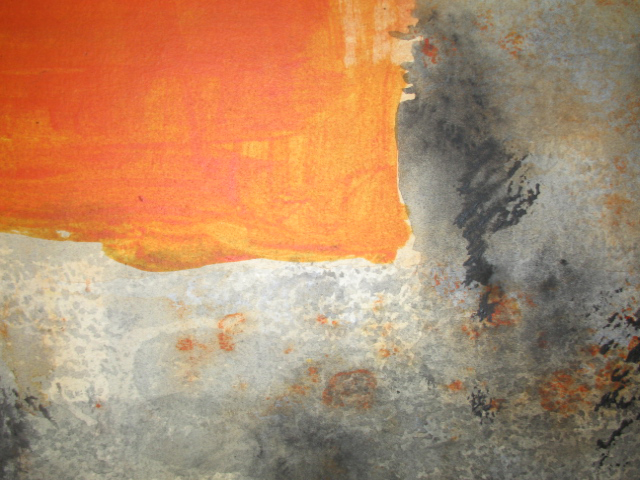
Detalle de la pintura acrílica que muestra los acabados que se asemejan tanto al óleo y acuarela.

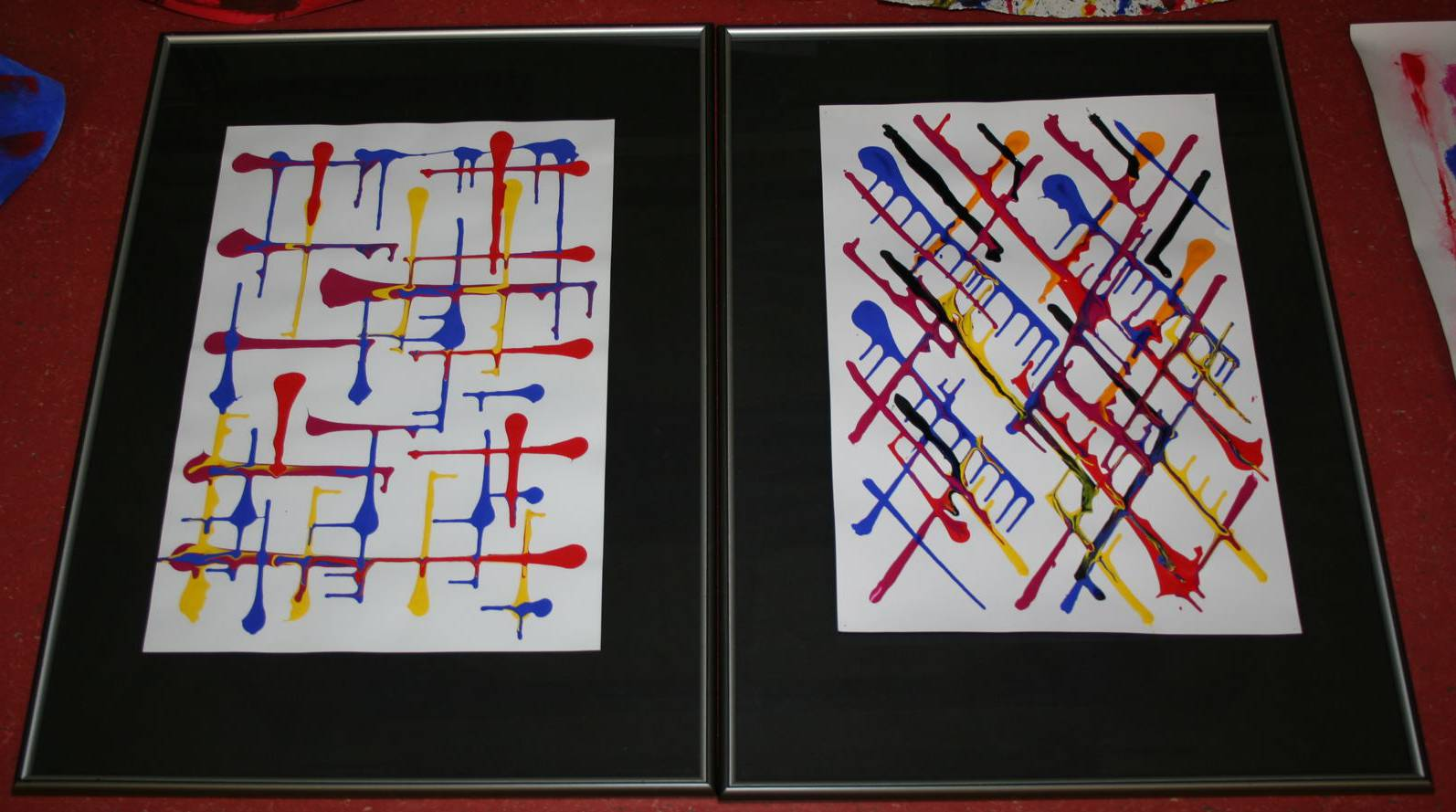
Pintura acrílica

La pintura acrílica es una clase de pintura que contiene un material plastificado, pintura de secado rápido, en la que los pigmentos están contenidos en una emulsión de un polímero acrílico. Aunque solubles en agua, una vez que secan son resistentes a la misma. Destaca especialmente por la rapidez del secado. Asimismo, al secar se modifica ligeramente el tono, más que en el óleo. La pintura acrílica data de la primera mitad del siglo XX, y fue desarrollada paralelamente en Italia y Estados Unidos.
Se caracteriza por su secado rápido y en algunas casos no la trabajan por esto mismo, sin embargo hay formas de alargar su secado, con catalizadores que retrasan su secado. Si lo que buscas es descansar y conservar tu paleta de colores para usarla después se sugiere meter la paleta en el congelador de refrigerador y sacarla después cuando ya necesites usarla, la pintura estará congelada y solo deberás activarla con unas gotas de agua , mezclar y usar como de costumbre, la pintura fluirá igual de bien que recién sacada del tubo. 
"Látex" es la denominación común de los polímeros obtenidos mediante polimerización en emulsión, y son dispersiones coloidales de partículas muy pequeñas de polímero en un medio continuo. Los látex pueden ser aplicados en la fabricación de pinturas de arquitectura, pero también en adhesivos para madera (cola vinílica), pinturas para papel o como aditivos para cemento y hormigón.

## Tipos de látex
Habitualmente los látex producidos son base agua, que son los normalmente conocidos con ese nombre, si la fase continua es orgánica hablamos de un látex inverso (1). Se pueden obtener látex con diferentes monómeros o con mezclas de monómeros (Copolímeros). Como ejemplo de látex formados por un homopolímero se tiene el de acetato de polivinilo o PVA, el cual es uno de los materiales más antiguamente utilizado en la formulación de pinturas. Un ejemplo de látex obtenidos mediante el uso de dos o más monómeros es el de los látex acrílicos (copolímeros del PVA con poliacrilatos) los cuales se utilizan en una gran variedad de formulaciones de pinturas, recubrimientos y adhesivos.
El tamaño de partícula de las emulsiones más habituales es de 50-1000 nm (PM mayor a 100.000). Tiene una viscosidad bastante baja (50 centipoises hasta 130 UK).
Generalmente el contenido de sólidos de los látex acrílicos es del 40-60 %. Se ha ido aumentando progresivamente la concentración, para reducir los costos de transporte y disminuir el tiempo de secado de los productos formulados.

## Componentes que se utiliza para formar las emulsiones

### Emulsionantes
Son sustancias que ayudan en la mezcla de 2 sustancias que normalmente son poco miscibles o difíciles de mezclar. De esta manera, al añadir un emulsionante, se consigue formar una emulsión.
Se denomina así a los aditivos alimentarios encargados de facilitar el proceso de emulsión de los ingredientes.
Estos mismos emulgentes también son utilizados en Cosmética, pero entonces se denominan de manera diferente, siguiendo la Nomenclatura Internacional de Ingredientes Cosméticos (INCI).

#### Surfactantes
Un surfactante posee dos extremos de distinta solubilidad, que son:
–Cola, consiste en una larga cadena hidrocarbonada soluble en compuestos orgánicos, no polares. 
–Cabeza, a menudo es una sal de sodio o potasio, soluble en agua. La sal soluble en agua puede ser la sal de un ácido carboxílico o ácido sulfónico.
El término técnico para la exhibición química de "personalidades duales" es anfipático. Son compuestos de bajo peso molecular, encargados de formación de micelas, sitios para la formación de partículas.
Si la pintura es una emulsión aceite en agua, se requiere adicionalmente agentes emulsionantes y humectantes de los pigmentos inorgánicos hidrodispersibles. Las pinturas de tipo látex contienen a menudo agentes antiespumantes y conservantes, los que suelen ser surfactantes catiónicos.
La fabricación de pintura implica una sucesión de operaciones en las cuales se manipulan dispersiones o emulsiones con sus respectivos surfactantes. Cabe mencionar que una buena comprensión de los fenómenos involucrados es determinante para evitar incompatibilidades y para optimizar el resultado. (3)

#### Coloides protectores
Son compuestos de polímeros de alto peso molecular solubles en agua. Proveen estabilidad coloidal a las partículas en crecimiento, esto es, estabilizan la emulsión rodeando las partículas (no forman micelas) evitando que estas puedan colapsar.(1)

### Iniciadores
Son compuestos inestables en agua que se descomponen formando radicales libres de vida media muy corta. Aumentan sensiblemente la velocidad de reacción (no son catalizadores). Transfieren la reactividad a las partículas de monómero iniciando una reacción en cadena.

#### Tipos de iniciadores
•	De descomposición térmica: Persulfatos de sodio, sulfato, amonio (el más utilizado es el persulfato de amonio). Peróxidos como BPO (peróxido de dibenzoílo) TBPO (peróxido de di terbutilo), y peróxido de hidrógeno.
•	Par redox: La combinación de agentes oxidantes y reductores genera radicales libres a bajas temperaturas. Se utilizan peróxidos orgánicos como oxidantes y compuestos de azufre en bajo estado de oxidación (bisulfito y metabisulfito de sodio) como reductores.
Rohm & Haas no utiliza el par redox como iniciador pero sí para finalizar la reacción en la etapa de agotamiento redox. En los procesos de polimerización, los monómeros utilizados raramente alcanzan conversión completa, por lo que inevitablemente, queda monómero residual en el polímero. La presencia de este monómero no es deseable, debido, entre otros, a su toxicidad (tal es el caso del acrilonitrilo o cloruro de vinilo), u olor desagradable (la presencia de acrilatos y metacrilatos, aún a bajas ppm resulta un gran problema en aplicaciones tales como pinturas de interior), por lo que se hace necesaria la etapa llamada agotamiento redox o post polimerización (4).

### Monómeros
Son los componentes unitarios que van a formar la cadena del polímero a dispersar. Se clasifican en “duros” y “blandos” según la Tg del homopolímero que forman. La Tg (temperatura de transición vítrea) del polímero es la que determina la temperatura de formación de la película (MFT), y a la vez determinará las características finales del recubrimiento en cuanto a dureza, resistencia al rayado, etc(5).

#### Monómeros principales
•	Acetato de vinilo (VAM): CH3COOCH=CH2
Fue el primer homopolímero utilizado en emulsión acuosa para la fabricación de pinturas, son polímeros duros que necesitan el agregado de plastificante externo, en la actualidad se usan como copolímeros con monómeros más blandos para lograr las características de flexibilidad y resistencia deseadas. Tg del homopolimerizado es de 30 °C.(6)
•	Esteres del ácido acrílico (AB, AE, AM, 2EHA)
Estructura del ácido acrílico:
Ésteres como el metil, etil, n-butil y 2-etilhexil acrilato, son utilizados como monómeros “blandos” (Tg de homopolimerizado -80 °C a -50 °C) para copolimerización con monómeros “duros como acetato de vinilo o estireno.
•	Metilmetacrilato: a pesar de ser un derivado del ácido acrílico este acrilato forma parte de los “duros” también forma copolímeros con los otros mencionados y su Tg de homopolímero es 105 °C
•	Estireno ( C6H5CH=CH2 ) 
Estireno es ampliamente utilizado como monómero “duro” ( Tg=107 °C ) en copolimerización de polímeros vinílicos puros, con acrilatos. A pesar de tener buenas propiedades su utilización está más bien circunscripta a pinturas interiores, debido a la tendencia a tomar tonos amarillentos cuando estos látex son expuestos a rayos ultravioletas. 
•	Butadieno (CH2=CH -CH=CH2 )
Es un monómero “blando”, las propiedades fundamentales que otorga es buena resistencia de impacto y a cambios de temperatura.
•	Di-butilmaleato 
CH – COOC4H9
CH – COOC4H9
Otro monómero “blando” muy usado en copolimerización con acetato de vinilo, forma látex que poseen buenas propiedades de resistencia a humedad, ultravioletas y álcalis.

#### Monómeros adicionales
Además de los monómeros principales del copolímero a sintetizar se agregan otros compuestos en menores cantidades que se integran a la cadena polimérica a fin de mejorar distintas características buscadas en el látex.

Monómeros estabilizadores: por lo general se busca mejorar la hidrofobicidad del látex con la introducción de sectores polares en el polímero, esto se logra con monómeros que son más polares, por ejemplo ácido acrílico, ácido metacrílico, acrilamida, acrilato de sodio.
Monómeros reticulantes: se usan para mejorar propiedades mecánicas (dureza y elasticidad) 
Ej: N-metilol acrilamida, silanos (VTEO)
Otros monómeros funcionales: Resistencia a solventes (acrilonitrilo) Adhesión (Wam II)
De la selección de los monómeros dependerá la mayoría de las propiedades de la emulsión.

### Buffers
Se agregan para regular el PH en el medio de reacción, esto permite realizar polimerizaciones mejor controladas, brindando látex mejores. Se utilizan sales de ácidos débiles (bicarbonatos, acetatos).

### Post aditivos
Finalmente, luego de terminada la polimerización se agregan sustancias para optimizar el perfil de la emulsión:
•	Neutralizantes
•	Biocidas (para preservar la emulsión del ataque de microorganismos)
•	Antiespumantes (evita que el agregado de los surfactantes produzca espuma excesiva) 
•	Coalescentes (ayudan a la formación del filme). En la práctica, la adición de coalescentes reduce la MFT (temperatura de formación del filme). El coalescente reduce la Tg del polímero para que este forme correctamente el filme. Después de la evaporación del agua, el coalescente también se evapora, el Tg vuelve a su valor original y mejoran las características físicas de la pintura.

## El proceso de polimerización en emulsión
En forma resumida podemos decir que para llevar a cabo una polimerización en emulsión, se disuelve un agente tensoactivo en agua, el cual forma estructuras esféricas llamadas micelas. Luego se adiciona el monómero (insoluble en agua), del cual una parte se introduce dentro de las micelas, con otra parte se forman gotitas de monómero dispersas en el medio acuoso y una pequeña parte del monómero disuelto en el agua. Luego se agrega un iniciador soluble en agua, el cual empieza a descomponerse y genera radicales libres, los cuales entran a las micelas hinchadas para reaccionar con el monómero que está dentro de ellas y así iniciar la reacción de polimerización. Una vez que la reacción de polimerización inicia, a estas micelas se les denomina partículas. Iniciada la reacción, el monómero dentro de las partículas es rápidamente consumido, pero el monómero de las gotas es transferido hacia las partículas para mantener la reacción. La reacción de polimerización termina dentro de una partícula cuando entra otro radical o cuando se transfiere la cadena a un monómero y el nuevo radical generado sale de la partícula 
El proceso de polimerización radicalaria en emulsión se divide en tres etapas: iniciación, propagación y terminación:

### Iniciación y propagación
Todo el proceso comienza con una molécula llamada iniciador. Este puede ser por ejemplo el peróxido de benzoilo o el 2,2'-azo-bis-isobutirilnitrilo (AIBN). Lo que hace especial a estas moléculas es que se descomponen en forma de radicales libres. Los electrones desapareados confieren al radical libre una enorme reactividad. El doble enlace carbono-carbono de un monómero vinílico como por ejemplo el VAM, es susceptible de ser fácilmente atacado por un radical libre. El electrón desapareado, cuando se acerca al par de electrones roba uno de ellos para aparearse. Este nuevo par electrónico establece un nuevo enlace químico entre el fragmento de iniciador y uno de los carbonos del doble enlace de la molécula de monómero. Este electrón se asocia al átomo de carbono que no está unido al fragmento de iniciador. Tendremos así otro radical libre, que podrá atacar a otro doble enlace de otra molécula de monómero, propagándose así la cadena y formando el polímero.

### Terminación
Los radicales son inestables y finalmente van a encontrar una forma de aparearse sin general un nuevo radical. Entonces nuestra pequeña reacción en cadena comenzará a detenerse. Esto sucede de varias maneras. La más simple consiste en que se encuentren dos cadenas en crecimiento. Los dos electrones desapareados se unirán para formar un par y se establecerá un nuevo enlace químico que unirá las respectivas cadenas. Esto se llama acoplamiento. El acoplamiento es una de las dos clases principales de reacciones de terminación. Otra forma en la que nuestro par electrónico puede concluir la polimerización es por desproporción. 

### Procedimientos de producción
La forma más elemental de producir la polimerización en emulsión es la llamada en batch, en la cual se agregan al reactor todos los ingredientes desde el comienzo, se mantiene la agitación y refrigeración y así la reacción se lleva a cabo. Pero este procedimiento acarreaba ciertos problemas que van en contra de la buena calidad del producto obtenido; la reacción, al disponer de elevada cantidad de reactivos disparaba su temperatura y se volvía muy difícil de controlar, además el crecimiento de cadena tampoco era fácil de controlar dando pesos moleculares dispersos y demasiado altos para las propiedades buscadas y tamaños de partícula también demasiado grandes, lo que perjudicaba la estabilidad de emulsión.
En los últimos años se ha llevado a cabo la técnica de ultrasonido con la cual se logra llevar un proceso controlado.